# Organiste moucheté
Euphonia imitans
Espèce
Statut de conservation UICN

 LC  : Préoccupation mineure
L'Organiste moucheté (Euphonia imitans) est une espèce d'oiseau de la famille des Fringillidae.
Cet oiseau peuple les régions humides du sud du Costa Rica et l'ouest du Panama

## Systématique
Le nom scientifique complet (avec auteur) de ce taxon est Euphonia imitans (Hellmayr, 1936).
Ce taxon porte en français le nom vernaculaire ou normalisé suivant : Organiste moucheté.